# Bonosus (püspök)
Bonosus (4. század) ókeresztény író.
Sardica püspöke volt. A 4. század vége felé meggyőződéssel vallotta, hogy Szűz Mária Jézus után is szült gyermekeket. Erről a véleményéről Siricius pápához írott leveléből értesülhetünk.